# Анікушин Євген Миколайович
Євге́н Микола́йович Аніку́шин (22 вересня 1982, Свеса, Сумська область — 4 червня 2023, Сторожове, Донецька область) — сержант Збройних сил України, учасник російсько-української війни.

## Життєпис
Народився 22 вересня 1982 року у Свесі Шосткинського району Сумської області.
У війську був командиром відділення 3 механізованого взводу 5 механізованої роти 2 механізованого батальйону 31 механізованої бригади.
Загинув 4 червня 2023 року поблизу населеного пункту Сторожове Волноваського району Донецької області.

## Нагороди
- Орден «За мужність» III ступеня[1].